# Гранадо
Ел Гранадо (на испански: El Granado) е населен пункт и община в Испания, провинция Уелва (Huelva), в състава на автономната област Андалусия. Заема площ от 98 km². Населението е 521 души (по данни към 1 януари 2017 г.). Разстоянието до административния център на провинцията, град Уелва, е 60 km.